# Sapere aude

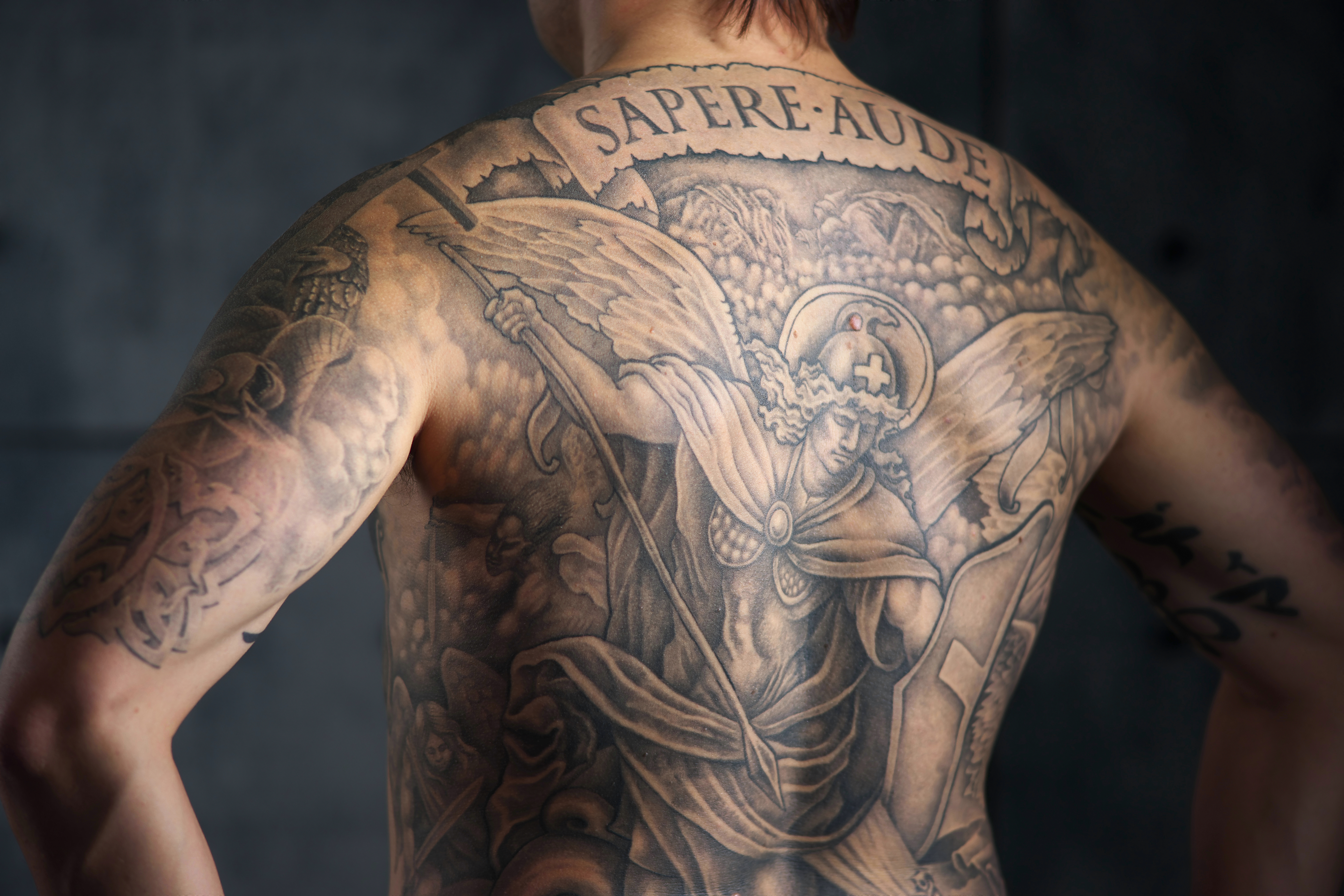
Тату на тему «Sapere aude»

Sapere aude (укр. «Зважся на свою думку», «Ризикни дізнатись») — латинський крилатий вираз, який зустрічається в «Посланнях» Горація (Epistulae I 2 40). Іммануїл Кант переклав його як «Май мужність користуватися власним розумом!» (нім. Habe Mut, dich deines eigenen Verstandes zu bedienen!).

## Сучасне використання
- У відомій цитаті Канта з його статті-відповіді «Що таке Просвіта?» (1784) — «Sapere aude! — май мужність користуватися своїм розумом! — тому такий девіз Просвітництва», — пише він.
- Цей вираз використовується як девіз плеядою українських шкіл та вищів: Херсонським державним університетом, Факультетом історії, права та публічного управління Житомирського державного університету імені Івана Франка, Українським вільним університетом, Фізико-математичним факультетом КДПУ ім. В.Винниченка , а також Києво-Печерським фізико-математичним Ліцеєм № 171 «Лідер». Крім того, він використовувався також герметичним орденом Золотої Зорі (1887–1923).

## Трактування Горація
Оригінальне використання даного девізу присутнє в «Посланнях» Горація (Epistulae I 2 40): dimidium facti qui coepit habet: sapere aude, incipe («Той, хто розпочав — наполовину зробив: насмілився(відважився) узнати!»)..
Його також можна перекласти як «насмілитися бути мудрим (розумним)». Ця фраза формує мораль до історії, де простак (наївна персона) чекає допоки потік води припиниться, перед тим як його перейти (замочивши ноги!). Простий переклад «Той, хто розпочав — наполовину зробив. Насмілився (відважився) бути мудрим. Зробив початок.» є не зовсім адекватний. Слова Горація припускають оцінку устремління персони, або її настійливості (яка доходить до настирливості!) в досягненні своєї мети (цілі), а також усвідомлення тих необхідних зусиль, які по замовчуванню персона в змозі (тобто має досвід і хист!) прикласти для подолання перешкод.